# Basilica della Natività di Maria (Senglea)
La basilica della Natività di Maria, anche conosciuta come basilica di Nostra Signora delle Vittorie (in maltese Bażilika tal-Madonna tal-Vitorja, in inglese Basilica of Our Lady of Victories), è il principale edificio religioso cattolico della cittadina maltese di Senglea. La chiesa è sede della parrocchia di L'Isla dell'arcidiocesi di Malta.

## Storia
Fu costruita negli anni settanta del XVI secolo per celebrare la vittoria contro l'assedio ottomano di Malta. Fu proclamata parrocchia nel 1581 e fu consacrata il 20 ottobre 1743. Il 21 maggio 1786 fu elevata al rango di collegiata da papa Pio VI, mentre nel 1921 fu proclamata basilica da papa Benedetto XV.
Fu distrutta durante un bombardamento italo-tedesco del gennaio 1941. Ricostruita nel secondo dopoguerra, la basilica fu riaperta al culto e consacrata dall'arcivescovo Michael Gonzi il 24 agosto 1957.